# Dante Nello Carapelli

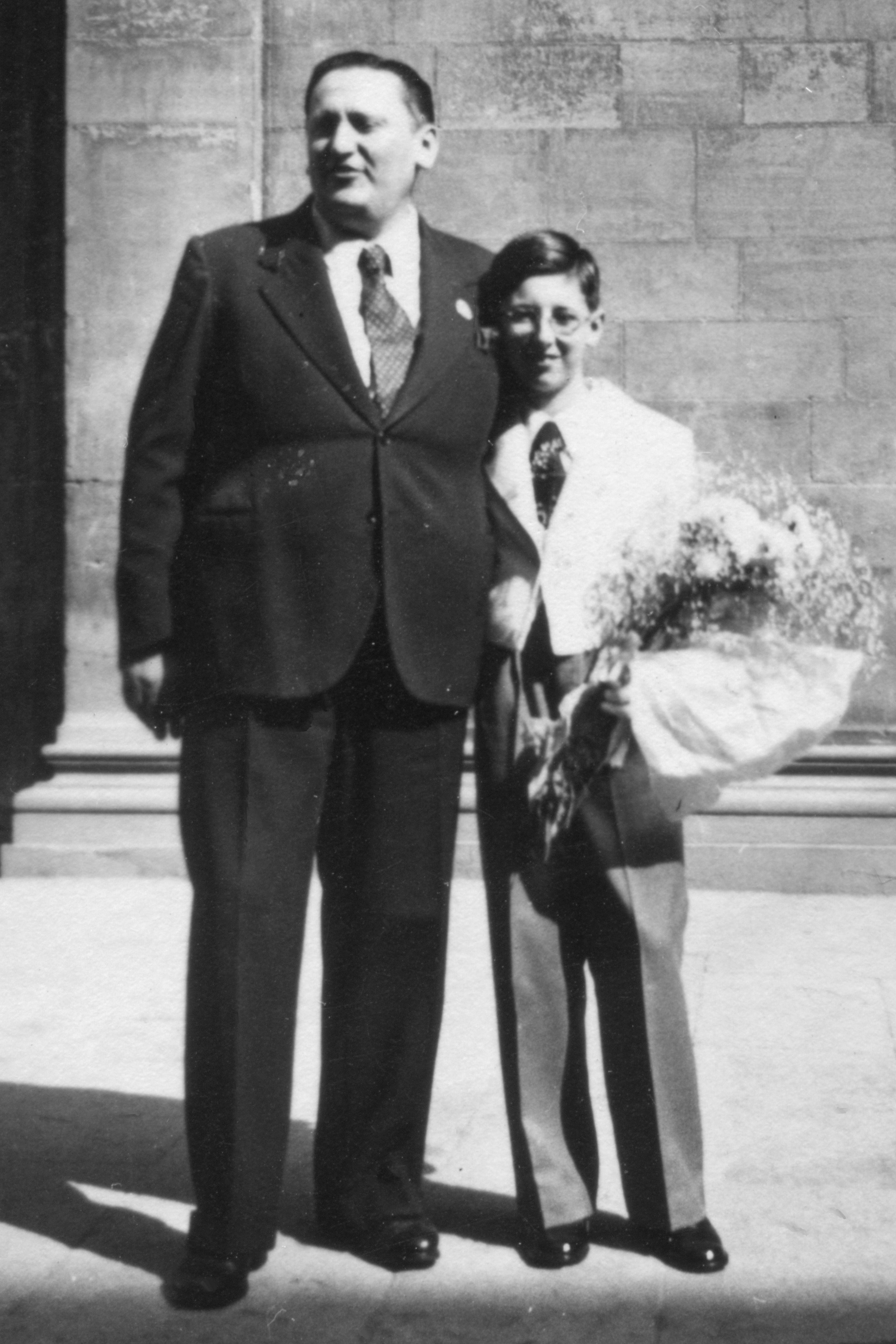
Dante Nello Carapelli con il nipote Franco Emilio, Firenze, Piazza San Felice, 1935

Foto di Dante Nello Carapelli, tratta dal libro Cineguida 1953

Foto di Dante Nello Carapelli, tratta dal libro Cineguida 1953

Foto di Dante Nello Carapelli, tratta dal libro Cineguida 1953

Foto di Dante Nello Carapelli, tratta dal libro Cineguida 1953

Scheda sull'attore Dante Nello Carapelli, tratta dal libro Cineguida 1953

Dante Nello Carapelli (Arezzo, 7 aprile 1891 – Firenze, 17 settembre 1958) è stato un attore e regista italiano.

## Biografia
Dante Carapelli nacque ad Arezzo il 7 aprile 1891 da Emilio, cancelliere presso il Ministero di grazia e giustizia, e da Isolina Mascagni, ultimo di sei fratelli dei quali soltanto Margherita (Fucecchio, 1875 - Firenze, 1939) e Gino (Arezzo, 1887 - Firenze, 1966) avrebbero raggiunto l'età adulta; in memoria di un fratellino morto in tenera età di nome Raffaello, in famiglia Dante fin da piccolo fu soprannominato "Lello", divenuto poi con il passare degli anni "Nello". Compì gli studi a Firenze presso il liceo classico Galileo dove conseguì la maturità; nel 1910 entrò come impiegato nel compartimento di Firenze delle Ferrovie dello Stato, all'interno del quale avrebbe compiuto una brillante carriera fino a divenire segretario di prima classe.
Prese parte alla prima guerra mondiale, componendo poi la poesia celebrativa La canzone della Vittoria, dedicata ad Alessandro Martelli, professore in geologia e futuro sottosegretario del Ministero delle comunicazioni. Il suo esordio nel mondo dello spettacolo avvenne al teatrino parrocchiale della chiesa di Sant'Ilario a Colombaia fuori Porta Romana a Firenze; divenne quindi assistente teatrale nella Compagnia Fiorentina dell'attrice Garibalda Landini Niccòli (Firenze 1863 - 1929), diretta dal di lei figlio Raffaello Niccòli (Firenze, 1891 - 1952), che aveva la sua sede principale a Firenze al Teatro Alfieri in via Pietrapiana.
Nell'ambito del panorama del teatro filodrammatico fiorentino, con il nome d'arte di Roberto Caserani creò una propria compagnia la Caserani-Zamora-Stauperno, insieme all'attrice Nietta Zocchi e all'attore Perlini, sulla falsariga della allora celebre compagnia Gandusio-Borelli-Piperno. Tra le molte opere messe in scena dalla compagnia ricorderemo la commedia in vernacolo fiorentino Icché 'un si vòle di Nino degli Orasi, che ebbe una prima rappresentazione al teatro di Scandicci nel maggio 1928, per essere poi replicata al teatro del dopolavoro ferroviario di Firenze il 26 dicembre dello stesso anno, nella quale veniva particolarmente lodata l'interpretazione del «bravo Carapelli».
Dal teatro in vernacolo passò ben presto a quello in lingua italiana, recitando per esempio nella commedia Il nostro prossimo di Alfredo Testoni, rappresentata il 10 settembre 1930 al Teatro dell'Opera Nazionale Dopolavoro di Firenze. Esordì alla regia con il dramma di ambientazione cinese L'uomo giallo di Nino degli Orasi, allestito il 30 novembre 1930 nel salone degli stucchi di palazzo Gerini a Firenze, sede dell'Associazione ricreativa del pubblico impiego, nel quale interpretò anche la parte del protagonista Lao; dello spettacolo venivano apprezzate tra le altre cose l'originalità del tema trattato e la bravura degli attori, tra i quali spiccava Carapelli che «con quella sua recitazione caratteristica e personale ha reso con efficacia l'anima del protagonista».
Nel 1932 la compagnia Caserani-Zamora-Stauperno allestì alcune opere caratteristiche del repertorio classico: il 31 marzo fu rappresentato il dramma La gerla di papà Martin di Eugène Cormon ed Eugène Grangé, nel quale Carapelli recitò come protagonista;  il 3 aprile un altro dramma Ladri d'onore di George Sand, dove ebbe il ruolo di Remigio;  il 15 maggio veniva invece presentata al pubblico la commedia in prima assoluta L'isola di Kubanga di Emilio Sestini, feroce satira della diplomazia europea dell'epoca in funzione nazionale e patriottica, nella quale Carapelli era Paquito, il servitore creolo vero deus ex machina dell'intera azione.
«Il giovine Visconte Gastone d’Estanges, delegato alla Società delle Nazioni, ha avuto un infortunio al gioco: ha perso cioè sulla parola in una notte 50.000 franchi. La cosa dovrebbe essere segreta, intima, sennonché tutti ne parlano, a cominciare dal cameriere del Visconte, Paquito, ibrida discendenza di nobiltà francese e spagnola, ad una giovane amica del Visconte, ad un nobile russo, alla moglie di questi. E tutti si fanno in quattro perché egli accetti i 50.000 franchi che nella giornata deve pagare ad un ricco inglese. Di qui è un susseguirsi di situazioni: sostituzioni di persona colpi di scena. Paquito, infine, sostituendosi al padrone, riceve una commissione di negri [sic] della Repubblica di Kubanga, nido di schiavisti e di farabutti della più bell’acqua, venuta dal Visconte per ottenere l’appoggio della grande nazione protettrice in una vertenza che è questione di vita o di morte per la Repubblica. Paquito riconosce giuste le richieste della commissione e assicura che queste verranno largamente appoggiate. Si teme, in seguito a ciò, un disastro diplomatico, se non che il Visconte anziché uno smacco riporta un vero trionfo. Alla fine, però, d’Estanges decide di abbandonare la diplomazia per impalmare la nipote di un ricco signore ora che, anche lui è ricco, avendo saputo dal proprio notaio di dover realizzare una vistosa eredità nel Canadà».
Sempre nel 1932 furono rappresentate dalla compagnia diretta da Carapelli le due commedie Se..., allora sì di Giulio Bucciolini e I due volti dell'amore di Girandini. Nel 1933 fu allestito il dramma di ambientazione coloniale Legione straniera di Emilio Sestini,  nel maggio 1934 Il cardinale di Louis Napoleon Parker,  il 23 marzo 1935 il dramma Presente di Ferruccio Ulivi, spettacoli dove Carapelli aveva il duplice ruolo di regista e attore nella parte del protagonista. In questi anni ebbe tra i suoi allievi al teatro del dopolavoro ferroviario di Firenze un giovanissimo Rossano Brazzi, del quale per primo intuì le capacità attoriali e che fece esordire in La trovatella di Santa Maria di Paolo Giacometti, messo in scena il 2 marzo 1936 al teatro degli orfani di guerra di Firenze ed il 3 marzo al teatro del dopolavoro di Osteria Nuova, presso Bagno a Ripoli.
La Compagnia del dopolavoro ferroviario di Firenze diretta da Carapelli allestiva l'8 aprile 1936 La maestrina di Dario Niccodemi, per la quale erano apprezzate dalla critica la compostezza e la vivacità di Brazzi e l'efficacia interpretativa di Carapelli; nel giugno dello stesso anno nella commedia La vena d’oro di Guglielmo Zorzi tra gli interpreti oltre a Brazzi recitava Clara Calamai; il 15 dicembre presso il salone del Gruppo rionale Montemaggi era rappresentata la commedia drammatica Anime di Bruno Carbocci con Brazzi e Carapelli; nell'aprile 1937 ne La nemica di Niccodemi venivano lodate le interpretazioni di Brazzi e Calamai.
Nell'ambito del IV Maggio Musicale Fiorentino Carapelli fu chiamato a recitare nella parte di Carlo nella commedia in cinque atti Come vi garba, tratta da Come vi piace di William Shakespeare, con la regia di Jacques Copeau e le musiche di scena di Ildebrando Pizzetti, che si tenne il 1° e il 2 giugno 1938 nel piazzale di Bacco del Giardino di Boboli a Firenze. Parallelamente continuava la sua attività nel teatro popolare toscano, allestendo la commedia I due volti dell’amore di Girandini e l'atto comico Maritiamo la suocera, entrambi presentati il 17 marzo 1940 al salone del Gruppo rionale Ugo del Fiume.
Nel 1942 esordì anche nel mondo del cinema recitando nel film biografico Rossini, girato dal regista Mario Bonnard negli stabilimenti Pisorno di Tirrenia, che aveva come interpreti Nino Besozzi, Paola Barbara, Armando Falconi, Paolo Stoppa.
La sua carriera cinematografica conobbe un forte incremento dopo la fine della guerra, grazie all'intervento di Brazzi, il quale aveva raggiunto un successo internazionale e che, riconoscente verso il suo maestro, lo volle spesso con sé nei film dei quali era protagonista, affidando a Carapelli, ormai più che cinquantenne, solitamente la parte del padre o del cattivo. Tra i film si ricordano: Aquila nera (1946), diretto da Riccardo Freda, tratto dal romanzo Dubrovskij di Aleksandr Puškin, dramma storico ambientato nella Russia dell'Ottocento con Brazzi, Irasema Dilian, Gino Cervi, Rina Morelli, Paolo Stoppa, Yvonne Sanson, Gina Lollobrigida; Il diavolo bianco (1947) di Nunzio Malasomma, dal racconto Hadschi Murat di Tolstoj, con Brazzi, Roldano Lupi, Lea Padovani, Folco Lulli; La monaca di Monza (1947) con la regia del pistoiese Raffaello Pacini e interpreti Brazzi, Paola Barbara, Wanda Capodaglio, Carlo Duse; Il principe delle volpi (1949), kolossal hollywoodiano della 20th Century Fox, tratto dall'omonimo romanzo di Samuel Shellabarger sulla vita di Cesare Borgia, girato da Henry King tra Firenze, Siena, San Gimignano e Monteriggioni, con Tyrone Power, Orson Welles, Marina Berti, Katina Paxinou; il sequel La vendetta di Aquila Nera (1951) sempre di Freda con Brazzi, Gianna Maria Canale, Franca Marzi, dove Carapelli recitava nella parte dell'antagonista Atamano Selim; il film storico Lorenzaccio (1951) di Pacini con Giorgio Albertazzi, Folco Lulli, Anna Maria Ferrero, Arnoldo Foà; il melodramma La donna che inventò l'amore (1952), dall'omonimo romanzo di Guido da Verona, prodotto da Oscar Brazzi e diretto da Ferruccio Cerio, con Rossano Brazzi, Silvana Pampanini, Juan de Landa, Franco Fabrizi; l'altro mélo L'ingiusta condanna (1952), girato in Maremma dal regista pisano Giuseppe Masini, con Brazzi, Sergio Tofano, Nanda Primavera, Ubaldo Lay; infine Musoduro (1953), tratto dal romanzo di Luigi Ugolini, diretto da Giuseppe Bennati, con Fausto Tozzi, Marina Vlady, Cosetta Greco, Odoardo Spadaro, nel quale Carapelli interpretava la parte del Sor Giordano, padre della protagonista.
Parallelamente all'impegno nel mondo del cinema Carapelli continuava la sua attività di regista ed attore teatrale, allestendo tra i molti spettacoli nel 1946 La volata di Niccodemi, nel 1949 Lo sbaglio di essere vivo di Aldo De Benedetti, nel quale faceva esordire una giovanissima Gianna Giachetti, presso il Teatro della Selt Valdarno di Firenze, oggi Cinema Spazio Uno.
A partire dal 1951 prese parte alle annuali edizioni del Premio nazionale d'arte drammatica Maria Melato, dedicato all'attrice di Reggio Emilia dalla sua città natale, con la Compagnia del Teatro Eclettico da lui creata e diretta: alla prima edizione del 1951 presentò Famiglia di Denis Amiel e Amiel Petry, per il quale Iole Crescente e William Ceccarelli ottennero il terzo posto come migliori attori giovani; nel 1952 con Aminta di Torquato Tasso gli furono attribuiti il primo premio per i gruppi e il secondo per la regiacon la seguente motivazione: 
«La tenue grazia contemplativa, la freschissima atmosfera poetica, il clima d’incanto della favola tassesca, trovarono appropriato risalto nella rappresentazione curata da Dante Nello Carapelli, la cui regia rispettosa e umile seppe accostarsi al testo senza le ambizioni e le vanità che avrebbero potuto alterarlo e manometterlo. Danze, musiche, effetti speciali, variazioni sceniche furono inseriti nello spettacolo non per insistere su compiacimenti barocchi, ma per ravvivare un antico testo di prevalente ispirazione lirica, e adattarlo alle moderne esigenze drammatiche».
Nel 1953 allestì la tragedia Fedra di Jean Racine con Rinaldo Mirannalti, Crescente e Giachetti, rappresentato la sera dell'8 novembre al Teatro Municipale di Reggio Emilia, con la quale vinse nuovamente il primo premio per i gruppi, il secondo per la regia e idem per la scenografia; nel 1954 mise in scena Hinkemann di Ernest Toller, che vide Mirannalti ricevere il primo premio come attore; nel 1955 ottenne il secondo premio per i gruppi, il primo per la regia, il secondo per la scenografia; alla settima edizione presentò il 17 novembre 1956 il dramma Bufere di Sabatino Lopez.
Negli anni Cinquanta Carapelli lavorò anche alla radio con la compagnia di prosa della RAI di Firenze nell'originale radiofonico Bandiera nera, dedicato alla vita dei pirati più famosi della storia, recitando nel terzo episodio Harudi il Barbarossa, messo in onda il 22 luglio 1954, nel sesto L'Olonese, trasmesso il 12 agosto 1954, nel nono Un monumento per Jean Bart del 2 settembre 1954 e nel dodicesimo Il pirata Barbanera del 23 settembre 1954. Dalla radio alla nascente televisione italiana il passo fu breve: la sera del 17 marzo 1956 sul Programma Nazionale della RAI fu trasmesso l'atto unico Il lungo pranzo di Natale di Thornton Wilder, con la regia teatrale di Carapelli e con interpreti gran parte dei membri della Compagnia del Teatro Eclettico, ovvero Mirannalti, Crescente, Vanna Bucci, Anna Maria Sanetti, Umberto Fusi.
Nel marzo 1958, ormai malato, allestiva la commedia musicale La brigata dei begli umori di Bucciolini, che costituì la sua ultima rappresentazione: morì infatti per tumore ai polmoni il 17 settembre 1958 a 67 anni di età e fu sepolto nel cimitero di Trespiano sopra Firenze.

## Filmografia

### Attore
- Rossini, regia di Mario Bonnard (1942)
- Aquila nera, regia di Riccardo Freda (1946)
- Il diavolo bianco, regia di Nunzio Malasomma (1947)
- La monaca di Monza, regia di Raffaello Pacini (1947)
- Il principe delle volpi, regia di Henry King (1949)
- La vendetta di Aquila Nera, regia di Riccardo Freda (1951)
- Lorenzaccio, regia di Raffaello Pacini (1951)
- La donna che inventò l'amore, regia di Ferruccio Cerio (1952)
- L'ingiusta condanna, regia di Giuseppe Masini (1952)
- Musoduro, regia di Giuseppe Bennati (1953)